# Якутская духовная семинария
Яку́тская духо́вная семина́рия (якут. Дьокуускайдааҕы духуобунай семинария) — учебное заведение Якутской епархии Русской православной церкви, готовящее священно- и церковнослужителей.
С 1858 по 1870 и с 1884 по 1920 годы действовала как среднее духовное учебное заведение. Оно стало первым профессиональным учебным заведением на территории Якутии и сыграло очень важную роль в распространении грамотности.
19 июля 2006 года Якутское духовное училище возобновило свою деятельность. 5 октября 2011 года решением Священного синода РПЦ Якутское духовное училище было преобразовано в Якутскую духовную семинарию.

## История
В 1800 году на имя императора Павла I было отправлено прошение от князя Хангаласского улуса Ильи Шадрина об открытии в Якутии духовной школы. Святейший синод принял решение открыть при якутском Спасском монастыре духовное образовательное учреждение миссионерской направленности. 1 января 1801 года эта школа начала свою работу.
Посетивший Якутск летом 1815 года епископ Иркутский, Нерчинский и Якутский Михаил (Бурдуков) нашёл монастырскую школу «ненужной по малочисленности учеников и несоответствующей целям обучения» и направил ходатайство о её закрытии. Указом синода от 30 марта 1817 года школа закрылась и ставился вопрос об открытии вместо неё духовного училища.

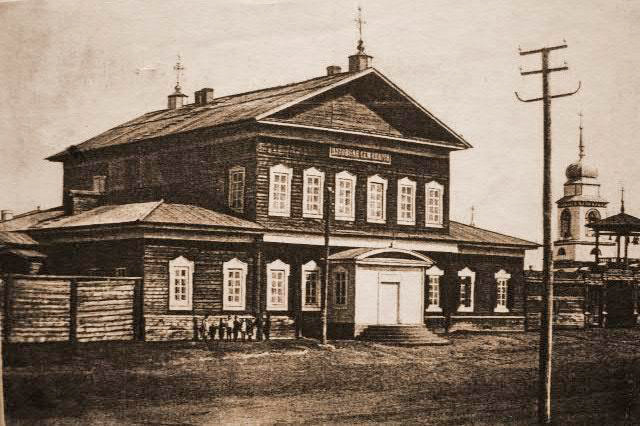
Историческое здание семинарии на фото XIX века

Осенью 1818 года было создано уездно-приходское училище для священно-церковно-служительских детей. За неимением собственного дома оно было сперва размещено в соборной богадельне, а потом в Спасском монастыре Якутска.
В январе 1858 года состоялось Высочайшее повеление об учреждении Якутского викариатства. В том же году в Якутск была переведена из Ситхи Новоархангельская духовная семинария, ставшая после этого Якутской. Ректор архимандрит Петр (Екатериновский), преподаватели и учащиеся Новоархангельской семинарии прибыли в Якутск 12 сентября 1858 года, а 17 сентября начался учебный процесс.
21 января 1870 года в результате пожара здание Духовной семинарии и духовного училища было уничтожено. В связи с этим 17 июня по определению Святейшего синода Якутская духовная семинария была переведена в Благовещенск.
В 1884 году стараниями епископа Якутского и Вилюйского Иакова (Домского) и епархиального духовенства семинария была восстановлена.
Новое двухэтажное деревянное здание Якутской семинарии было построено в 1887 году.
Вплоть до конца XIX века была миниатюрной, имея в 1897 году лишь 44 воспитанника. Её выпускников было слишком мало для того, чтобы обеспечить епархию квалифицированными священнослужителями. Но к 1911 году количество семинаристов увеличивается почти в 4 раза (171 человек), и семинария по их числу выходит на первое место в регионе.
При семинарии находилась церковь и духовное училище. Незадолго до 1910 года в семинарии стали преподавать миссионерские предметы, которые, однако, почти не касались религиозной жизни якутов.
В конце XIX века в Якутском духовном училище обучалось почти сто человек. Оно стало первым профессиональным учебным заведением на территории Якутии и сыграло очень важную роль в распространении грамотности.
5 апреля 1920 года постановлением Якутского губревкома все духовные учебные заведения года Якутска были закрыты.
19 июля 2006 года решением Священного синода РПЦ Якутское духовное училище возобновило свою деятельность. 1 сентября того года состоялось открытие духовного училища. Воспитанники находились на обеспечении Якутской епархии. Учебный курс был рассчитан на два года. Помимо основ Православной веры, нравственного и догматического богословия, в училище было предусмотрено преподавание истории Якутии, якутского языка, истории Православия в Якутии.
5 октября 2011 года благословением Патриарха Кирилла и решением Священного синода Русской православной церкви Якутское духовное училище было преобразовано в Якутскую духовную семинарию.
В августе 2015 года епископ Роман (Лукин) так оценил деятельность семинарии:

Семинария — один из самых затратных проектов епархии, но в то же время эффективных. И я сознательно иду на эти траты, порой урезая какие-то другие расходные статьи, поскольку понимаю: развития церковной жизни не будет, если не будет своих священников. Об этом, кстати, говорили и святитель Иннокентий Московский, и первый епископ Якутии Дионисий (Хитров). Не случайно ведь святитель Иннокентий в своё время перевел семинарию с острова Ситха в Якутск и в Якутии случился расцвет церковной жизни.

За последние четыре года, после того, как духовное училище Якутска получило статус семинарии, её пастырское отделение окончило 16 выпускников, регентское отделение — 15, курсы катехизаторов — 14. Все они поступили в распоряжение епархии, и, могу сказать, для нас это стало хорошим подспорьем.
16 мая 2023 года семинария преобразована в Межъепархиальный Центр подготовки церковных специалистов Якутской епархии. Синод предписал Московской духовной академии и Якутской епархии заключить договор о сотрудничестве с тем, чтобы выпускники Межъепархиального центра имели преимущественное право продолжения духовного образования в МДА с использованием системы дистанционного обучения на базе имеющейся в Якутской епархии учебной инфраструктуры.

## Семинария в настоящее время
Якутская духовная семинария, единственное на северо-востоке Сибири высшее духовное учебное заведение Московского патриархата.
В семинарии изучаются богословские, исторические, церковно-практические и общегуманитарные дисциплины. Имеющийся в семинарии спортивный зал позволяет семинаристам заниматься активными видами спорта.
Обучение, питание и проживание студентов осуществляется на средства Якутской и Ленской епархии.
Срок обучения — 4 года (бакалавриат)
Кроме пастырского отделения, на котором обучаются будущие священнослужители, в семинарии, на соответствующих отделениях, открыты программы подготовки церковных певчих и катехизаторов.

## Ректоры
- архимандрит Пётр (Екатериновский) (1858)
- протоиерей Димитрий Хитров, (1858—1868) и. о. до 11 января 1862
- протоиерей Стефан Добротворский (1884—1888)
- архимандрит Иоанникий (Надеждин) (31 марта 1888—1891)
- Николай Петрович Трусковский (1892)
- архимандрит Стефан (Киструсский) (29 января 1892 — 13 января 1895)
- протоиерей Феодор Стуков (1895—1907)[9]
- архимандрит Дионисий (Прозоровский) (1907—1910)
- протоиерей Василий Ильинский (1910 — после 1917)
- игумен Андрей (Мороз) (5 октября 2011 — 30 мая 2014)
- иеромонах Иларион (Варежкин)[10] (30 мая 2014 — 15 октября 2018)
- архиепископ Роман (Лукин) (15 октября 2018 — 16 мая 2023)